# Khamanon
Khamanon (ਪੰਜਾਬੀ: ਖਮਾਣੋਂ) é uma cidade e uma nagar panchayat no distrito de Fatehgarh Sahib, no estado indiano de Punjab.

## Geografia
Khamanon está localizada a 30° 49′ N, 76° 21′ L. Tem uma altitude média de 254 metros (833 pés).

## Demografia
Segundo o censo de 2001, Khamanon tinha uma população de 8876 habitantes. Os indivíduos do sexo masculino constituem 55% da população e os do sexo feminino 45%. Khamanon tem uma taxa de literacia de 70%, superior à média nacional de 59.5%: a literacia no sexo masculino é de 72% e no sexo feminino é de 67%. Em Khamanon, 11% da população está abaixo dos 6 anos de idade.